# Anadrymadusa spinicercis
Anadrymadusa spinicercis är en insektsart som först beskrevs av Karabag 1956.  Anadrymadusa spinicercis ingår i släktet Anadrymadusa och familjen vårtbitare. Inga underarter finns listade i Catalogue of Life.